# Coarnă Neagră
Coarnă neagră este un soi vechi cu origine orientală ca și Coarnă albă, este cultivat de foarte mult timp la noi devenind soi autohton, datorită răspândirii acestuia în podoriile sud-carpatice,
înainte de apariția filoxerei. Face parte din sortogrupul Coarnă care este neomogen, cu însușiri diferite. Cele trei soiuri care alcătuiesc acest sortogrup (Coarnă Albă, Coarnă Neagră, Coarnă Roșie și Coarnă Vânătă) sunt foarte diferite din punct de vedere morfologic, ceea ce duce la ipoteza că nu au origine comună. Primele trei soiurile au florile hermafrodite funcțional femele dovedind că, totuși, sunt soiuri mult mai evoluate, proveniența lor fiind de natură hibridă. Coarna vânătă este singurul soi autofertil din acest sortogrup.

## Caracteristici morfologice
Rozeta este ușor scămoasă, de culoare verde deschisă, cu margini cafenii. Vârful lăstarului este aproape glabru, de culoare verde, iar lăstarul este glabru, cu o colorație verde-slab cafenie. Inflorescența este uniaxială, de formă cilindro-conică, de mărime mijlocie. Floarea este hermafrodită funcțional femelă. Staminele sunt în număr de 5-6, scurte, recurbate. Ovarul este ușor tronconic, costat, cu stilul scurt și gros. Polenul este steril, puțin abundent. Cârceii sunt glabri, adesea bifurcați. Frunza adultă este mijlocie, ușor alungită, cu mezofil neted și glabru, trilobată sau pentalobată. Sinusurile laterale superioare sunt variabile ca formă, putând fi oviforme sau sub formă de U, iar cele inferioare au formă de V. Sinusul pețiolar este deschis sub forma literei V sau liră, cu unul sau doi pinteni la bază. Nervurile sunt verzi și glabre. Dinții sunt mijlocii ca mărime, ascuțiți, înclinați, cu laturile ușor convexe. Pețiolul este mai scurt decât nervura mediană, fiind colorat cafeniu roșietic. Strugurele este de mărime mijlocie, de formă cilindrică sau cilindro-conică, cu o așezare deasă a boabelor, ajungând până la 20 cm lungime. Pedunculul este scurt către mijlociu, și lemnificat. Bobul este ovoidal-alungit, cu vârf teșit, de mărime mijlocie spre mare. Pielița este de culoare neagră-roșietică, potrivit de subțire, acoperită cu pruină. Miezul este cărnos, crocant, cu gust specific de coarnă. Sămânța este mare, oval-alungită, colorată cafeniu închis, cu șalaza ovală și rostru scurt și subțire.

## Particularități agrobiologice
Este un soi rustic, viguros, cu creșteri vegetative mari, dar care își maturează bine lemnul. Are o perioadă lungă de vegetație (185-200 zile), prezintă cerințe mari față de căldură (3800 grade C temperatura globală). Dezmugurește relativ timpuriu, în prima decadă a lunii aprilie, iar pârga strugurilor începe târziu, în a doua parte a lunii august, cu o maturare deplină a strugurilor spre sfârșitul lunii septembrie. În plantații, datorită polenului steril (flori hermafrodite funcțional femele), se asociază, de obicei, cu soiurile polenizatoare: Muscat de Hamburg, Cinsaut, Chasselas doré, Tamina sau cu Băbească neagră și Razachie roșie. Soiul prezintă rezistență foarte bună la ger (-20...-22 grade C), la secetă, la moliile strugurilor și la putregaiul cenușiu al strugurilor, prezentând totodată toleranță bună la mană, oidium și filoxeră. Este un soi cu fertilitate medie - 60% lăstari fertili, iar valorile coeficienților de fertilitate se înscriu în limitele 0,8 c.f.r. și 1,6 c.f.a.

## Particularități agrotehnice
Soiul are nevoie de portaltoi de vigoare medie sau portaltoi viguroși dar care să-i imprime vigoare medie de creștere, cum ar fi: SO 4-4 , Chasselas x Berlandieri 41 B etc. Forma de conducere recomandată
este Guyot pe semitulpină și pe tulpină înaltă, cu elemente lungi lăsate în urma tăierilor, iar încărcătura de ochi pe m2 nu trebuie să fie mai mare de 12-15 ochi. Având rezistență bună la ger se pretează la conducerea sub formă de bolți sau pergole, în gospodăriile populației din zonele sudice ale tării, unde Coarna neagră reușește să-și matureze bine strugurii. Reactionează bine la fertilizarea organică, mai ales în podgoriile subcarpatice, unde soiul este cultivat pe terenurile în pantă. Fertilizarea chimică trebuie făcută cu doze moderate de N, adică preponderent cu P si K.

## Caracteristici tehnologice
Soiul își maturează strugurii în epoca V (uneori a VI-a) și au o durată lungă de conservabilitate pe butuc, chiar până la sfârșitul lunii octombrie, dar și în depozit. Este rezistent la transport și se pretează la păstrarea pe timpul iernii. Greutatea medie a unui strugure este de 200-300 g, iar a 100 de boabe în jur de 350 g. Strugurii acumulează cantități mici de zaharuri 140-160 g/l, uneori până la 190 g/l, iar aciditatea rămâne echilibrată 4,0-4,5 g/l H2SO4. Culoarea boabelor, ca de altfel și mărimea boabelor sunt neuniforme, ceea ce determină scăderea valorii comerciale. Producția medie este cuprinsă între 8-12 t/ha, dar poate ajunge în anii favorabili chiar la 20-30 t/ha. În trecut a fost unul din cele mai apreciate soiuri românești de struguri de masă.

## Selecții clonale
De-a lungul timpului au fost observate elemente de variabilitate fenotipică: există un biotip cu struguri de culoare negru-intens, care este cel mai valoros și un alt biotip cu struguri negru-roșietici, mai putin valoros. Pe de altă parte, datorită hibridării naturale a soiului generată de prezența polenizatorilor, s-a constatat că semințele de Coarnă neagră au un grad ridicat de heterozigotism. Prin selecție individuală din semințele acestui soi, s-au obținut forme biologice noi (soiuri noi) cum sunt: Coarnă neagră selecționată, Coarnă neagră aromată și Coarnă neagră tămâioasă. Acestea au florile hermafrodite normale și polen fertil, înlăturându-se principala problemă a populației mamă din care provin. În prezent, dintre acestea, cel mai înmulțit este soiul Coarnă neagră selecționată.
De asemenea, prin încrucișarea soiului Coarnă neagră cu hibrizi-producători direcți au fost create soiurile Gelu și Vierul 59.

## Zonarea
Se cultivă îndeosebi în sudul Moldovei, Muntenia și Oltenia.